# Бурятські козаки
Бурятські козаки, або Бурятське козацтво — бурятський козачий полк, іррегулярне воїнське формування у складі Забайкальського козацького війська під час Російської імперії.

## Історія
Вперше козаки з'являються в Забайкаллі в 1639 році. В 1689 окольничий Головін уклав договори з бурятськими тайшами і тобукунушскими сайтами про прийняття їх у московське підданство, а з китайцями — трактат про державний кордон Забайкалля.
Відомо, що ще до укладення Буринської угоди 1727 року, забайкальські буряти вже несли вартову службу на фактичному кордоні між Російською імперією і Китаєм (територія сучасної Монголії тоді входила в Цинську імперію), договір від 1727 року значно відсунув кордон.
У 1728 році за сприяння графа Сави Лукича Рагузинського було видано указ про видачу семи селенгінських та одинадцяти хоринських родів особливих прапорів «за їхню старанну службу». Таким чином царський уряд надав вже невеликим бурятським загонам, що існували на той час, значення військових одиниць з охорони кордону.
В 1762 бурятські і тунгуські роди утворили п'ятисотенний тунгуський полк, для охорони державного кордону.
У 1764 році за пропозицією бурятських старшин були сформовані чотири бурятські (братні) козацькі полки, що мали по 6 сотень у кожному. Полки носили найменування: [полки] Атаганів, Ашибагатів, Сартулів, Цонголів, і отримали найменування від імен бурятських пологів, що відправили найбільшу кількість воїнів.
Набір був добровільним, бажаючих служити дуже багато: це звільняло від сплати ясаку (податку). Згодом служба стала військовою повинності зі збереженням козацьких привілеїв. Полки мали статус самостійних бойових одиниць.
Прикордонна служба у бурятських полків була змінною, на відміну російських козаків, які жили зі своїми сім'ями біля кордону. Так, прослуживши один рік, буряти на три роки поверталися у свої рідні улуси. Після закінчення «пільгових» трьох років бурятські козаки знову заступали на службу.
Спочатку бурятські козаки були озброєні традиційною зброєю: шаблями та луками зі стрілами. Досить швидко вони перейшли на вогнепальну зброю. На це були й економічні причини: рушниця асигнаціями коштувала 20 рублів, а лук зі стрілами — 30 — 50 рублів. А озброєння, як і коней, козаки мали придбати за свій рахунок.
У серпні 1800 року семи селенгінським родам було видано по одниму прапору.
До 1802 у складі чотирьох полків прикордонну службу несло 2 400 бурятських козаків.
З ініціативи бурятських козаків у 1830 році постало питання про розпуск, відкинуте іркутським генерал-губернатором.
У 1833 році в Троїцкасавську було відкрито Російсько-монгольську військову школу, в якій навчалися діти бурятських козаків.
17 березня 1851 року указом імператора Миколи I було створено Забайкальське козаче військо. Бурятські полки влилися до його складу. З цього моменту вони перестають згадуватися як самостійні бойові одиниці.

## Участь у військових кампаніях
Під час Кримської війни (1853—1856) бурятські козаки брали участь в Амурському поході з метою прикриття морського узбережжя в гирлі річки Амур від можливої висадки англо-французького десанту.
В 1900 бурятські козаки брали участь у наведенні порядку в Китаї, в придушенні «Боксерського повстання».
Під час Російсько-японської війни (1904—1905) козаки воювали в Маньчжурії.
У Першу світову війну у складі 1-ї Забайкальської козацької дивізії воювали на полях Галичини та Польщі.
Під час Громадянської війни в Росії у бурятському козацтві стався розкол: одні прийняли бік червоних, інші воювали за білих. Останні, після поразки у війні, змушені були емігрувати до Монголії та Маньчжурії. Деяка частина козаків дісталася Австралії.

## Сучасність
В даний час більшість бурятських козаків приписана до 1-го відділу Забайкальського козачого війська, куди входять такі станиці:
- Аракиретская станиця;
- Атамано-Миколаївська (Харацайська) станиця;
- Боргойська станиця;
- Верхнеудинська станиця;
- Гигетуйська станиця;
- Желтуринська станиця;
- Кударинська станиця;
- Мензинська станиця;
- Мурочинська станиця;
- Селенгінська станиця;
- Усть-Урлукська станиця;
- Харьястська станиця;
- Цаган-Усунська станиця;
- Цакирська станиця;
- Шарагольська станиця;
- Янгажинська станиця.

## Відомі бурятські козаки
- Бато Айсуев (1863—1941) — отаман Гігетуйської станиці (1897—1906), голова Селенгінського аймачного комітету в 1918 році.
- Цокто Бадмажапов (1879—1937) — перекладач з монгольської мови, учасник експедиції Петра Козлова в Тибет[10].
- Доржи Банзаров[11][12] (1822—1855) — перший бурятський вчений європейського зразка, походив із козаків. Його батько — відставний п'ятдесятник Ашибагатського полку Банзар Борхонов.
- Галсан Гомбоев (1818—1863) — вчений, буддистський релігійний діяч.
- Дондок Ірінчинов — проводник и переводчик всех четырёх центральноазиатских экспедиций Пржевальского.
- Циремпіл Ранжуров (1884—1918) — перший бурятський революціонер, учасник встановлення Радянської влади в Бурятии, активный діяч розкозачення.
- Созон Тинжієв — козак 2-го Читинського полку. Подвиг козака був описаний в ілюстрованому журналі «Зоря» від 24 січня 1916 року.[13]

### Георгіївські кавалери
Георгіївські кавалери (кавалерів Військового імператорського Ордену Святого Георгія Побідоносця):

#### Повні
- Аюр Сакияев — бомбардир 4-ї Забайкальської козацької батареї (Ара-Кіретьска станиця).[14]
- Бадмажап-Цирен Очиров — старший урядник 1-го Верхньоудинського полка (Кудариньска станиця).[13]

#### Кавалери трьох георгіївських нагород
- Араптан Сакіяєв — двоюрідний брат Аюра Сакіяєва (Ара-Кіретьська станиця).[13]
- Радна Ганжуров — георгіївський кавалер трьох ступенів (2, 3, 4), батько Буди Ганжурова — повного кавалера солдатського ордена Слави.[13]